# 中心地理論

从高级中心地构造出低级中心地的位置及其服务范围

中心地理論（德語：System zentraler Orte），出自德國地理學家克里斯塔勒於1933年出版的著作《地圖的中心說》中。著作裡克里斯塔勒以系統性的科學概念，配以數學計算，旨在解釋人類聚落的數量、大小和位置的分布規律。

## 假設
克里斯塔勒假設：
均質平面（Homogeneous surface）
- 在一塊平地上，同等級中地之間距離相等，不同級別的中地出售不同等級的商品。
- 而土地上的肥沃度、資源、起伏一致，而且人口分布均勻，人們的收入、對貨物需求、消費方式均一致。
- 交通的運輸條件一致，例如運輸工具與運費都一樣。

理性人
- 消費者與生產者皆是理性經濟人。消費者會以最低交通費用，到最近的城市購買商品或享受服務；生產者會力求擴大市場，以謀取較高利潤。
- 由於人們前往中地購買的過程需要交通時間，通常會選擇最近的地方購物，因此一些低等級商品絕大多數中地都會出售。低等級商品一般都是日常生活用品，如麵包、牙刷、牙膏、肥皂等。而一些需求購買頻率少的高等級商品，如名貴貨品和名牌商品，人們通常也願意花費較高的交通費用購物，因此出售高等級商品的中地必然比銷售低等級商品的中地少。
- 各城市的易達性一樣，交通費用與距離成正比。

## 等級體系分布模式
根據各項假設，克里斯塔勒推論出中地分布呈正六角形，分布均等，使往來各中地更方便。而中地可被分成七個等級，按商品等級排名。販售高等級商品的中地，服務範圍較大。
在這種格局下，克里斯塔勒以K作單位，來表示一個中地能服務的地理範圍：
K=3：市場原則

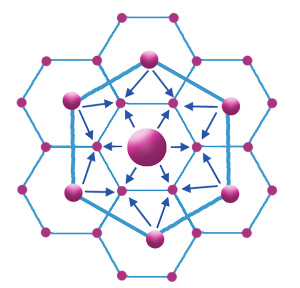

- 這原則指出倘若銷售等級較高的商品，中地服務範圍較廣，範圍可為3個最低等級中地的市場區。

K=4：交通原則

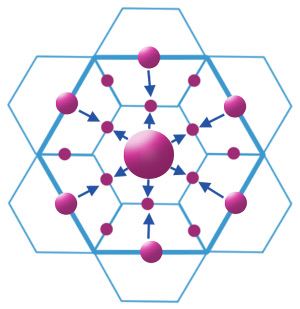

- 銷售商品等級較高的中地，與更多個最低等級中地之間交通方便，因此這種中地可服務4個最低等級中地的市場區。

K=7：行政部門原則

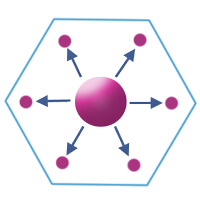

- 一個設有行政部門的中地，因具獨特重要的機能，故服務範圍大很多，一般可覆蓋7個最低等級中地的市場區。

## 評估
中心地理論主要排除了其他因素的影響，包括氣候、地形、歷史發展和消費者個人因素等。如某地居民消費能力低，通常該地只能販賣低等級商品，反之亦然。一般店主開店時，都會考慮這一點。
同時中心地理論也不考慮其他可能因素：
- 土地利用：工業區人們消費能力通常較低。
- 易達性低：這會縮小消費人群的規模。
- 市場競爭：可能減少消費人群的數目。
- 技術改進：交通改善使地區間各種往來人流增加。

## 評析
- 中心地理論忽略了許多可能因素，可是這些因素都會影響聚落發展。例如工業區、農業區的存在。而中地和其市場區呈六角形分布的假設條件，現實世界中並不會出現。

- 雖然中地理論所做的假設和結果，現實世界不會出現，然而它主要解析出一個大致規則：對商品和服務等級消費的需求，與人們能付出的交通成本(時間、運費)，決定著不同等級中地的分布和服務範圍。

## 外部連結
- 中地理論